# 新居浜協立病院
新居浜協立病院（にいはまきょうりつびょういん）は、愛媛医療生活協同組合が愛媛県新居浜市若水町に設置する病院。
全日本民主医療機関連合会(民医連)加盟病院。

## 沿革
1952年(昭和27年)、平和診療所として開設。北向きの二階建ての家を階下の一部だけを間借りして、診察室、薬局兼事務所、待合い室、合わせて6.5坪であった。平和診療所は地域の住民にとって、日雇い健保の創設(1953年)、生活貧窮者に対する生活相談など、社会保障の運動をもりあげていく砦となった。1964年3月、病院化へ改築(29床)、名前を協立病院と変更。2000年5月、現在の建物(一般病棟43床、医療型療養病床56床)へ改築した。

## 診療科
(この節の出典)
- 内科
- 循環器内科
- 消化器内科（胃腸内科）
- 呼吸器内科
- リウマチ科
- 精神科
- 心療内科
- リハビリテーション科
- 放射線科

## 専門外来
- 禁煙外来
  - 一酸化炭素呼気テスト、問診、禁煙実行に向けてのアドバイスなど12週間にわたり計5回の治療を行う。必要に応じてニコチンパッチ(ニコチネルTTS)によるニコチン置換療法をおこなっている[4]。
- 睡眠時無呼吸症候群(SAS)
- 労災・職業病
  - じん肺、振動障害などの労災・職業病の治療と、労働組合とも連携しながら労災職業病問題に取り組んでいる[5]。

## 医療機関の認定
(この節の出典)
- 保険医療機関
- 労災保険指定医療機関
- 生活保護法指定医療機関
- 結核指定医療機関
- 精神保健指定医の配置されている医療機関
- 指定自立支援医療機関（精神通院医療）
- 戦傷病者特別援護法指定医療機関
- 原子爆弾被害者一般疾病医療取扱医療機関
- 在宅療養支援病院
- 身体障害者福祉法指定医の配置されている医療機関
- 指定小児慢性特定疾病医療機関
- 難病の患者に対する医療等に関する法律(平成26法律第50号)に基づく指定医療機関
- 無料低額診療事業実施医療機関

## 差額ベッド代について
病院の理念により、差額ベッド料（個室料）を徴収していない。

## 交通アクセス
- JR予讃線「新居浜駅」から
  - 瀬戸内運輸「住友病院前-川之江営業所行」乗車「東町」停留所より徒歩約5分

## 関連施設
- 愛媛生協病院 - 愛媛生活協同組合が愛媛県松山市に設置する病院。

## 周辺
- 百十四銀行新居浜支店
- マルナカ 若水店
- フジグラン新居浜